# Scorpion (sèrie de televisió)
Scorpion, estilitzat com a </SCORPION> en referència a una funció informàtica, va ser una sèrie de televisió  nord-americana lleugerament basada en la vida de l'autoproclamat geni i expert en ordinadors Walter O'Brien. L'irlandès O'Brien, afirma tenir un quocient intel·lectual de 197 punts, el que suposaria el quart més alt mai registrat (aquesta dada, però, és una afirmació del propi O'Brien i no ha estat mai verificada).
A la sèrie, O'Brien és el líder d'un equip de quatre membres superdotats, cadascun especialitzat en una branca de coneixement determinada, que porta a terme diferents missions a escala nacional i global per tal de salvar vides. A l'equip, també pertanyen en Cabe Gallo, treballador del govern i qui actua com a supervisor d'Scorpion, així com la Paige, mare soltera d'un nen superdotat, encarregada d'ensenyar als genis la part més humana de les missions i ajudar-los a interactuar amb la gent normal.
La sèrie fou estrenada el 22 de setembre de 2014 al canal nord-americà CBS. Degut a les bones audiències, la CBS va renovar la sèrie per a una segona temporada, estrenada als Estats Units el 21 de setembre de 2015. L'any següent, el 25 de març de 2016, la cadena va anunciar que Scorpion seguiria en antena per a una tercera temporada en emissió als EUA des del 3 d'octubre de 2016.
A Catalunya, Scorpion ha arribat doblada al castellà a través del canal de pagament FOX LIFE España. A través d'aquesta cadena, es va estrenar la primera temporada el 20 de març de 2015 i la segona el 13 de novembre del mateix any. Posteriorment, en obert i per a tot el territori espanyol, els drets de la sèrie van ser comprats pel canal Paramount Channel. La sèrie s'emet a través d'aquesta cadena en exclusiva des del 2 de maig de 2016, quan va ser estrenada amb un doble episodi. La primera temporada, va acabar d'emetre's en un doble episodi l'11 de juliol de 2016. La segona temporada va començar a emetre's per Paramount Channel el dilluns 19 de setembre de 2016 i va acabar d'emetre's el 25 d'abril del 2016.
La tercera temporada es va emetre en la seva versió original en anglès des del 3 d'octubre de 2016, data en què es va estrenar amb un doble episodi, i fins al 15 de maig de l'any següent. En castellà, la tercera temporada va començar a emetre's a través del canal FOX LIFE España el 22 de novembre de 2016 i segueix actualment en emissió. De moment, la sèrie no ha estat doblada al català.
Tot i que les audiències de la tercera temporada van ser sensiblement inferiors als resultats obtinguts durant l'emissió de la segona temporada, finalment el 23 de març de 2017, la cadena nord-americana CBS va anunciar que renovaria la sèrie per a una quarta temporada que es va estrenar el 25 de setembre de 2017. Posteriorment, el canal CBS va anunciar la cancel·lació de la sèrie, sent aquesta quarta temporada l'última de la producció.

## Argument
La sèrie se centra en Scorpion, un equip de genis dirigit per l'excèntric Walter O'Brien. L'equip és reclutat per l'agent Cabe Gallo, del departament de Seguretat Nacional dels EUA i antic company d'en Walter quan ell només era un adolescent. En paraules del propi Gallo, que actua com a supervisor d'Scorpion, l'equip és l'última línea de defensa contra les amenaces complexes i tecnificades a les que s'enfronta el nostre món a nivell global. La sèrie és una drama procedimental on cada capítol se centra en un cas diferent que han de resoldre els protagonistes.
L'equip inclou quatre genis: el propi Walter O'Brian, amb un quocient intel·lectual de 197 punts, cosa que el converteix en la quarta persona amb un CI més elevat mai registrada; en Sylvester Dodd, la "calculadora humana", un matemàtic capaç de treballar amb estadístiques i càlculs matemàtics a una velocitat impressionant; la Happy Quinn, una mecànica prodigiosa capaç de dissenyar i crear tot tipus d'artefactes mecànics i en Toby Curtis, un psiquiatra llicenciat a Harvard i especialista en conducta. A l'equip s'afegeix també la Paige Dinnen, una noia normal que treballava de cambrera i amb una habilitat innata per entendre i socialitzar amb la gent. La Paige és mare d'en Ralph, un geni, així que l'equip l'ajuda a entendre el seu fill mentre ella els ajuda a ells a entendre i relacionar-se amb el "món real".

## Episodis
Scorpion consta de quatre temporades completes i un total de 93 capítols.
| Nº de temporada | Nº de temporada | Nº d'episodis | Data d'estrena         | Data d'estrena     |
| Nº de temporada | Nº de temporada | Nº d'episodis | Primer capítol         | Últim capítol      |
| --------------- | --------------- | ------------- | ---------------------- | ------------------ |
|                 | 1               | 22            | 22 de setembre de 2014 | 20 d'abril de 2015 |
|                 | 2               | 24            | 21 de setembre de 2015 | 25 d'abril de 2016 |
|                 | 3               | 25            | 3 d'octubre de 2016    | 15 de maig de 2017 |
|                 | 4               | 22            | 25 de setembre de 2017 | 16 d'abril de 2018 |

## Personatges

### Principals
- Walter O'Brien (Elyes Gabel)

En Walter és el líder de l'equip Scorpion. És un geni amb un CI de 197 punts, el quart més alt mai registrat. Originari de Dublín, quan tenia només 11 anys, en Walter hackeja els ordinador de la NASA per descarregar-se uns plànols per penjar-los a la seva habitació. Això desperta les alarmes de l'FBI, que va a buscar-lo a casa seva. Durant l'arrest en Walter coneix l'agent Gallo, que el porta als Estats Units i li ofereix una feina. Treballen junts durant uns quants anys fins que, als 16 anys, l'FBI fa servir un software dissenyat per en Walter per repartir ajuda humanitària per a bombardejar Iraq, matant a 2000 civils.
- Paige Dineen (Katharine McPhee)

La Paige és la mare soltera d'en Ralph, un nen de nou anys superdotat. Abans d'unir-se a Scorpion, la Paige treballava com a cambrera per intentar tirar la seva família endavant. A l'equip, la seva funció és ajudar els altres membres a interactuar amb la gent normal, així com fer-los entendre la realitat des d'un punt de vista més humà. Després que en Walter li diu que el seu fill és un geni, accepta que els membres d'Scorpion l'ajudin a entendre en Ralph. Sembla sentir-se atreta per en Walter, però té problemes per gestionar aquestes emocions degut a la creença d'en Walter que l'amor i els sentiments no són reals.
- Cabe Gallo (Robert Patrick)

En Cabe Gallo és un agent especial del Departament de Seguretat Nacional dels Estats Units i actua com a supervisor d'Scorpion. Al pilot de la sèrie, l'agent Gallo contracta en Walter O'Brien i el seu equip perquè ajudin al govern a solucionar un problema relacionat amb el trànsit aeri. Al final del capítol, els demana que treballin per al govern de manera oficial. En Cabe vol que l'equip ajudi en missions que puguin sorgir en les quals el govern no disposi dels agents ni els coneixements tecnològics per a solucionar-los, com armes nuclears robades o problemes similars. Abans de treballar al Departament de Seguretat Nacional, es menciona que l'agent Gallo va pertànyer a la Marina dels Estats Units i també va ser agent de l'FBI.
- Toby Curtis (Eddie Kaye Thomas)

En Toby Curtis és un doctor especialitzat en psiquiatria, en concret en terapia conductista. Gràcies als seus coneixements psiquiàtrics, en Toby s'adona amb facilitat què pensa i què vol la gent en cada moment. Un gag recurrent a la sèrie és que en Toby s'enfadi perquè algú l'anomena psicòleg quan ell és en realitat psiquiatra. En Toby té una addicció al joc que l'ha dut a ficar-se en problemes. En el terreny emocional, en Toby està enamorat de la mecànica de l'equip, la Happy; tot i que al començament només es mostra desinterès per part d'ella, finalment acaben en una relació sentimental.
- Happy Quinn (Jadyn Wong)

La Happy és l'enginyera mecànica de l'equip. Al començament de la sèrie, abans de la incorporació de la Paige, era l'única membre femenina d'Scorpion. Es mostra com una persona molt reservada i força rude, fruit d'una infància difícil en diferents cases d'acollida. La Happy va entrar al sistema d'acolliment familiar quan era molt petita degut a la mort de la seva mare. El seu pare encara vivia, però no va saber enfrontar-se a la situació i va donar a la Happy en adopció. La Happy sembla tenir sentiments per en Toby, però la seva personalitat hostil i la por a actuar fan que el rebutgi constantment tot i la insistència per part d'ell. Finalment en Toby i la Happy inicien una relació sentimental.
- Sylvester Dodd (Ari Stidham)

En Sylvester és un matemàtic i estadista membre d'Scorpion. En Sylvester és una persona molt sensible i emocional que pateix diferents trastorns psicològics entre els quals s'inclouen fòbia severa als gèrmens, vaixells i aigües obertes, ansietat i trastorn obsessivocompulsiu. Del seu passat, es menciona que va fugir de casa quan encara era un adolescent i que el seu pare Ken (interpretat per en Jeff Fahey) és un ex-coronel de l' exèrcit dels Estats Units. En Sylvester és un gran jugador d'escacs i aficionat als còmics i a les joguines antigues. Comença a tenir sentiments per la Megan O'Brien, germana d'en Walter que pateix d'esclerosi múltiple. Els sentiments són mutus i els dos inicien una relació.
- Ralph Dineen (Riley B. Smith)

En Ralph és el fill superdotat de la Paige. Comença com a personatge recurrent a la primera temporada però ascendeix a principal a la segona adquirint protagonisme, sobretot, en la relació entre en Walter i la Paige. En Ralph es presenta com un noi de nou anys callat, extremadament tímid i que sembla habitualment afligit o trist. Gràcies a en Walter, la Paige s'assabenta que en Ralph és en realitat un geni. Per sorpresa i delit de la Paige, en Walter aconsegueix parlar i connectar amb en Ralph, que fins aleshores només s'havia obert amb la seva mare. Des de llavors, en Ralph s'ha anat obrint cada cop més i ha aconseguit fer amics a l'escola.

### Recurrents
- Megan O'Brien (Camille Guaty)
- Drew Baker (Brendan Hines)
- Merrick (David Fabrizio)
- Richard Elia (Andy Buckley)
- Adriana Molina (Alana de la Garza)
- Ray Spiewack (Kevin Weisman)
- Katherine Cooper (Peri Gilpin)
- Chet (Pete Giovine)
- Linda (Brooke Nevin)
- Tim Armstrong (Scott Porter)
- Heywood "Jahelpme" Morris (Horatio Sanz)